# Jonathan Edwards (atlet)
 Der er flere personer med dette navn, se Jonathan Edwards.
Sir Jonathan David Edwards MBE (født 10. maj 1966 i London, England) er en tidligere trespringer. Han nævnes som værende den bedste trespringer nogensinde. Han er tidligere OL-vinder, og har haft verdensrekorden siden 1995. 
I 1995, hvor han fik sit gennembrud, formåede han at springe hele 18,43 m til Europa Cuppen. Springet foregik i medvind, og var derfor ikke brugbar til rekordopmålinger. Springet var dog et godt tegn på at der var noget i vente fra ham til VM. Han blev den første nogensinde der formåede at springe over 18 meter. Han sprang 18.16 meter. Den rekord varede dog kun i 20 minutter, da han i sit andet forsøg sprang 18.29 meter.
Til OL i 1996 var han storfavorit, men det var amerikanske Kenny Harrison der vandt med et spring på 18.09 meter. Jonathan Edwards vandt sølv med et spring på 17.88, hvilket var det længste spring nogensinde som der ikke blev vundet guld med. Et af hans spring til OL, som var overtrådt har senere været til diskussion, da man er i tvivl om der egentlig var overtrådt, hvis dette ikke var tilfældet kunne det meget vel have betydet at han kunne have vundet både guldet, og sat ny verdensrekord. I 2000 vandt han så OL guld. Kort efter overrækkelsen af guldmedaljen blev han kronet til ridder af Storbritannien. Efter han i 2002 havde vundet Commonwealth Games besluttede han sig at lade sig for at trække sig tilbage fra atletikverdenen. På det tidspunkt havde han både vundet OL, VM, Regional (EM), og Commonwealt Games.
Han er alletiders mest vindende britisk atlet.